# Low-keybelichting

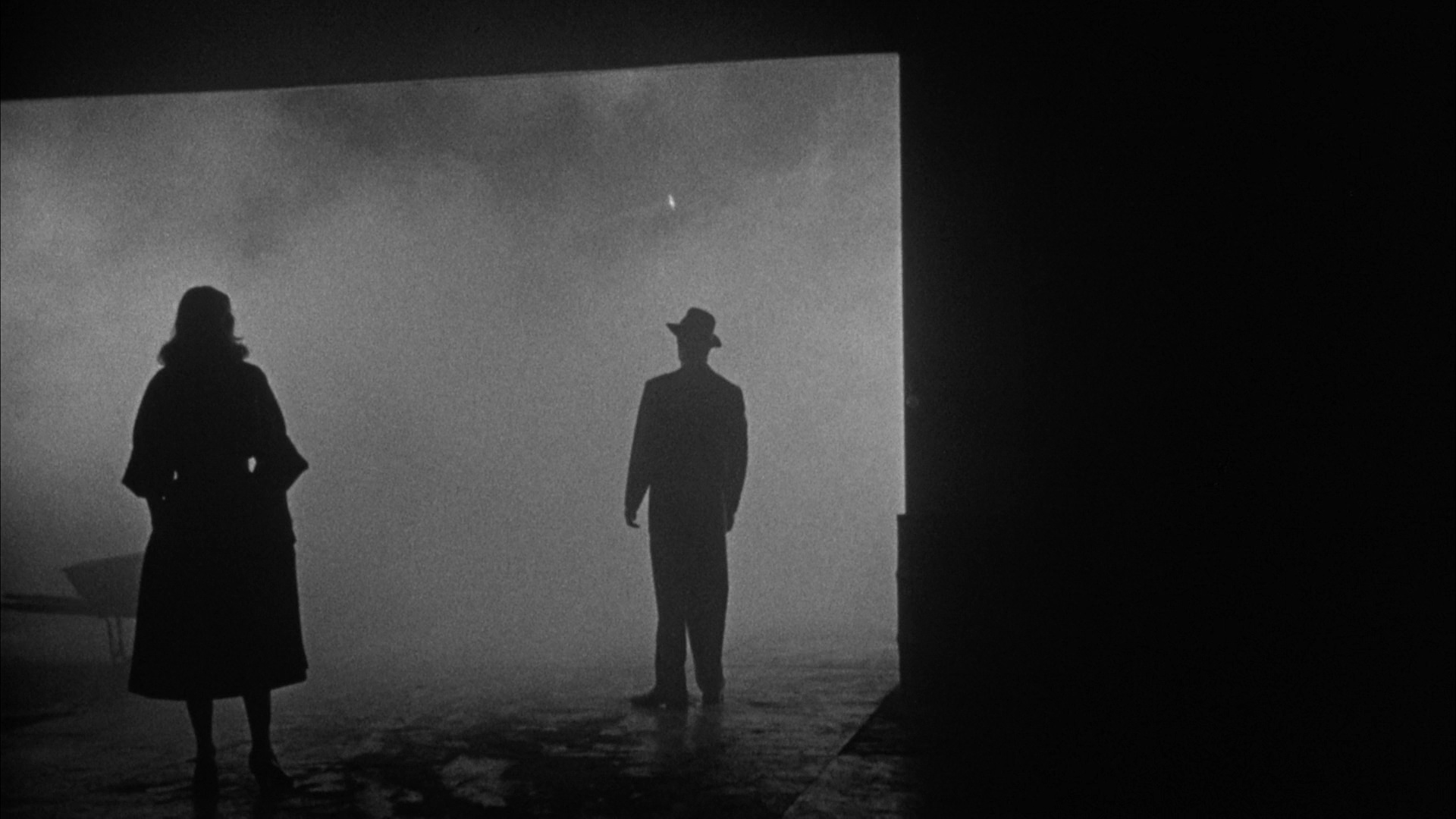
Scène uit de film noir The Big Combo (1955) met low-keybelichting en sterke contrasten.

Low-keybelichting is een stijl van belichting voor fotografie, film of televisie. Het wordt toegepast voor het het creëren van een clair-obscur-effect.
Traditionele fotografische belichting werkt met een driepuntsbelichting: key light, fill light en backlight. Low-key belichting daarentegen gebruikt vaak slechts één lamp, eventueel aangevuld met een enkel invullicht of een reflector.
Low-keybelichting accentueert de contouren van het object doordat gedeelten ervan volledig in de schaduw blijven. Het hoge contrast en de schimmige zones die hierdoor ontstaan, scheppen een gevoel van vervreemding en angst bij de toeschouwer. Daardoor wordt het vaak gebruikt in expressionistische films, film noir en in het horrorgenre.